# Huta (rejon brzeski)
Huta (biał. Гута; ros. Гута) – wieś na Białorusi, w obwodzie brzeskim, w rejonie brzeskim, w sielsowiecie Domaczewo, w pobliżu granicy z Ukrainą.
Dawniej wieś i folwark. W dwudziestoleciu międzywojennym leżała w Polsce, w województwie poleskim, w powiecie brzeskim, do 18 kwietnia 1928 w gminie Przyborowo, następnie w gminie Domaczewo. Po II wojnie światowej w granicach Związku Sowieckiego. Od 1991 w niepodległej Białorusi.